# نغمه یک سرباز
چکامه یک سرباز (روسی: Баллада о солдате) فیلمی در ژانر درام، جنگی، و رمانتیک به کارگردانی گریگوری چوخرای است که در سال ۱۹۵۹ منتشر شد. این فیلم در سال ۱۹۶۱ برندهٔ جایزهٔ بفتا برای بهترین فیلم شده‌است.

## خلاصهٔ داستان
در جنگ جهانی دوم، یک سرباز ۱۹سالهٔ روس به نام آلیوشا (ولادیمیر ایواشوف)، به‌خاطر شجاعت‌هایش و به پاداشِ منفجرکردن دو تانکِ نیروهای ارتش آلمان، از سوی فرمانده نیروهای جبههٔ شرقیِ جنگ، شش روز مرخصی تشویقی می‌گیرد. آلیوشا، برای دیدار مادرش و نیز برای تعمیر سقف خانهٔ روستاییشان، با قطار راهی خانه می‌شود
او در راه با دختری آشنا میشود و این دو به یکدیگر علاقه مند میشوند و ...